# Okan Yılmaz
Okan Yılmaz is een voormalig Turks profvoetballer die als aanvaller speelde. Hij verzamelde acht caps voor het Turks voetbalelftal en scoorde daarbij vijf keer. Tegenwoordig is hij werkzaam als jeugdcoach bij Bursaspor.
In de seizoenen 2000-2001 en 2002-2003 kroonde hij zich tot topscorer van de Süper Lig met respectievelijk 23 en 24 doelpunten.